# 塔爾圖機場
塔爾圖機場是愛沙尼亞第二大城市塔爾圖的一座民用機場，亦是愛沙尼亞次要機場，位於塔爾圖市南郊的接近於萊努爾梅，啟用於1946年5月15日。該機場也被稱為於萊努爾梅機場（Ülenurme lennujaam），因機場接近於萊努爾梅得名。
塔爾圖機場目前只有塔爾圖與芬蘭首都赫爾辛基之間的航班，由北歐區域航空營運。

## 外部連結
- 官方網站 （页面存档备份，存于）（文）（英文）